# تهجد سينتا
تهجد سينتا (Tahajjud Cinta) هو ألبوم إستوديو الخامس عشر لسيتي نورهاليزا. بدأ تسويق هذا الألبوم في 9 سبتمبر 2009 خلال شهر رمضان.

## قائمة الأغاني
1. Asmaul Husna (أسماء الحسنى)
2. Pintu Rindu (الباب المفقود)
3. Tahajjud Cinta (حب التهجد)
4. Batasku Asaku (حدي هو أملي)
5. Ku Percaya Ada Cinta (أنا أؤمن بوجود الحب / أعتقد أن هناك حب)
6. Ya Rasulullah (يا رسول الله)
7. Ketika Cinta (حين يكون الحب)
8. Selawat (تحيات / صلوات)